# James Drake
Pour les articles homonymes, voir Drake.
James George Drake, né le 26 avril 1850 à Londres et mort le 1er août 1941 à Brisbane, est un avocat, journaliste et homme politique australien.

## Biographie
James George Drake naît à Londres le 26 avril 1850 d'un père publicain. Il travaille dans sa jeunesse pour des commerçants puis émigre en Australie en 1873. Il est employé de commerce à Toowoomba, puis clerc pour une compagnie de marchands à Brisbane, puis journaliste successivement pour plusieurs quotidiens du Queensland. De 1876 à 1882, il est journaliste pour le compte du Parlement du Queensland. Dans le même temps, il étudie le droit, et est admis au barreau en 1882, s'établissant comme avocat,.
En 1887, il devient l'un des deux rédacteurs en chef de l'hebdomadaire The Boomerang (en), dont le propriétaire  est le socialiste William Lane (en). En 1888, il est élu député à l'Assemblée législative du Queensland où il siège comme membre radical indépendant. En 1899, il accepte un siège au Conseil législatif du Queensland, la chambre haute du parlement, où il est ministre chargé des relations avec cette chambre, et conjointement ministre de l'Instruction publique dans le gouvernement de Robert Philp. Il s'attache à s'assurer que le droit des enfants à l'instruction obligatoire soit bien appliqué.
Il fait campagne pour l'entrée du Queensland dans la fédération australienne, et est élu au Sénat australien lors des premières élections fédérales en mars 1901, avec l'étiquette du Parti protectionniste. Il est fait maître des Postes au gouvernement fédéral d'Edmund Barton, y est chargé de la création d'un « système national uniforme de postes et de télégraphe », et en fait un service public. En août 1903, il est nommé ministre de la Défense. Il n'exerce cette fonction que durant six semaines avant la démission d'Edmund Barton ; il est ensuite brièvement procureur général dans le gouvernement d'Alfred Deakin, puis vice-président du Conseil exécutif fédéral de 1904 à 1905. Il ne se représente pas aux élections fédérales de 1906, et retourne à sa carrière d'avocat ; doué d'une excellente mémoire, il continue de pratiquer ce métier jusqu'à la fin de sa vie,.
James Drake meurt le 1er août 1941 à l'hôpital de Brisbane à l’âge de 91 ans.